# Singapore Challenger 1992
Il Singapore Challenger 1992 è stato un torneo di tennis facente parte della categoria ATP Challenger Series nell'ambito dell'ATP Challenger Series 1992. Il torneo si è giocato a Singapore in Singapore dal 21 al 26 settembre 1992 su campi in cemento.

## Vincitori

### Singolare
Lionel Roux ha battuto in finale  Todd Nelson con il punteggio di 6–2, 6–0

### Doppio
Martin Blackman /  Laurence Tieleman hanno battuto in finale  Patrick Baur /  Sander Groen con il punteggio di 6–4, 1–6, 7–6